# NGC 5898
NGC 5898 је елиптична галаксија у сазвежђу Вага која се налази на NGC листи објеката дубоког неба.
Деклинација објекта је - 24° 5' 51" а ректасцензија 15h 18m 13,6s. Привидна величина (магнитуда) објекта NGC 5898 износи 11,4 а фотографска магнитуда 12,4. Налази се на удаљености од 29,988 милиона парсека од Сунца. NGC 5898 је још познат и под ознакама ESO 514-2, MCG -4-36-6, UGCA 404, AM 1515-235, PGC 54625.